# سرجیو تولدو ماچادو
سرجیو تولدو ماچادو (انگلیسی: Sérgio Toledo Machado؛ زادهٔ ۲۴ فوریهٔ ۱۹۴۵) بازیکن بسکتبال اهل برزیل است.